# محمد حسين خسروي
محمدحسين خسروي (مواليد 1 مایو 1999 در الري ) هو لاعب كرة قدم إيراني يلعب في مركز الوسط الدفاعي لنادي سايبا في دوري الدرجة الأولى الإيراني 

## الإحصائيات المهنية
تلك خسروي سجلًا سابقًا في اللعب لأندية فجر سپاسي، شهردارية آستارا، مس كرمان ونيرو زميني.

## رابط خارجي
محمد حسين خسروي على إنستغرام
- محمدحسين خسروي على موقع Soccerway.com (الإنجليزية)